# Francesco Durante
Francesco Durante (15. marts 1684 i det napolitanske kongerige–13. august 1755 i Napoli) var en italiensk komponist. 
Som elev af Gaetano Greco og Alessandro Scarlatti nåede Durante tidlig stor dygtighed og anseelse, kom 1718 i spidsen for det konservatorium i Neapel (San Onofrio), hvor han selv i sin tid havde fået sin uddannelse, en stilling, han 1742 ombyttede med at blive Porporas efterfølger som leder af konservatoriet Santa Maria di Loreto. Durantes virksomhed i disse læreanstalter er af betydning, idet han og hans samtidige Leonardo Leo må betragtes som grundlæggerne af den berømte neapolitanske skole, der i 18. og en del af 19. århundrede beherskede musikstilen både i syden og i norden, hvor de fra´den neapolitanske skole udgåede italienske operakomponister – Duni, Jomelli, Paisiello, Pergolesi, Piccinni, Sacchini, Traetta og mange andre – førte ordet. 
Durante selv stod dog på den gamle skoles grund, komponerede ikke operaer, derimod fornemmelig kirkemusik og tillige kammermusik. I hans stil er der endnu meget af den gamle romerske skoles alvor og ædle kraft, forbundet med sydlandsk livfuldhed og mere moderne momenter. Hans talrige værker (messer, motetter, salmer, hymner, madrigaler, sonater for klaver) synes ikke at være udkomne i trykken i hans levetid. Konservatoriet i Paris besidder en næsten fuldstændig samling af dem. Et hovedværk af ham er de til påskeugen i Rom komponerede Lamentationer. I nyudgaver foreligger af Durante et Magnificat, et hefte klaverkompositioner og 12 Duetti da camera.